# خافيير ألفاريز
خافيير ألفاريز (بالإسبانية: Javier Álvarez)‏ هو منافس ألعاب قوى إسباني، ولد في 18 ديسمبر 1943 في فيغو في إسبانيا.

## وصلات خارجية
- خافيير ألفاريز على موقع أوليمبيديا (الإنجليزية)